# Сулеево
Суле́ево (тат. Сөләй) — село в Альметьевском районе Республики Татарстан, административный центр Сулеевского сельского поселения.

## Этимология
Название села связано с именем ясачного татарина Селея (Сулея) Е(Ю)нусова (?—1760).

## История
Другие названия — Урсалы Баш, Куперле Елга.
В материалах Второй ревизии (1747 год) «в деревне Сюлеевой, что в вершине речки Урсалы» были учтены 5 душ мужского пола «иноверцев татар»   и 5 душ мужского пола ясачных татар. 
По данным Третьей ревизии (1762 год) в «деревне Сулеевой, Вершины Урсалы, Кырпыр Елга тож»  числились 3  души мужского пола бывших ясачных татар, перешедших в тептярское сословие и входивших в команду старшины Есупа Уразметева . 
Во время Четвёртой ревизии (1782 год), материалы которой сохранились не полностью, в селении  «Сулемкино Урсалыбаш, Куперли Илга тож» проживали 2 души мужского пола ясачных татар и 15 душ мужского пола тептярей команды старшины Юсупа Надырова.
В 1816 году учтены 135 тептярей и 22 башкира Юрмийской волости, а также 40 башкир Байлярской волости, «переселившихся с давних лет из д. Клянчи-Тамак». Тептяри проживали по договору 1738 года от башкир-вотчинников.
В «Списке населенных мест по сведениям 1859 года», изданном в 1864 году, населённый пункт упомянут как казённая и башкирская деревня Сулеева 1-го стана Бугульминского уезда Самарской губернии. Располагалась при речке Урсале, по правую сторону Казанского почтового тракта из Бугульмы в Чистое Поле, в 58 верстах от уездного города Бугульмы и в 18 верстах от становой квартиры в казённой и башкирской деревне Альметева (Альметь-муллина). В деревне в 130 дворах жили 799 человек (400 мужчин и 399 женщин). Была мечеть.

## Население
| 1746 | 1762 | 1795 | 1816 | 1859 | 1889 | 1897 | 1910 | 1916 | 1920 | 1926 | 1938 | 1949 | 1958 | 1970 | 1979 | 1989 | 2002 | 2010 | 2015 |
| ---- | ---- | ---- | ---- | ---- | ---- | ---- | ---- | ---- | ---- | ---- | ---- | ---- | ---- | ---- | ---- | ---- | ---- | ---- | ---- |
| 5    | 18   | 236  | 152  | 799  | 1235 | 1251 | 1566 | 1551 | 2225 | 1461 | 1240 | 1078 | 1676 | 1120 | 940  | 678  | 788  | 759  | 743  |

Национальный состав села: татары.